# Diskografie Travise Barkera
Toto je seznam vydané diskografie amerického bubeníka Travise Barkera.

## Alba

### Studiová alba
| Rok  | Detaily o albu                                                              | Umístění v hitparádách | Umístění v hitparádách | Umístění v hitparádách | Umístění v hitparádách | Umístění v hitparádách | Umístění v hitparádách | Umístění v hitparádách | Prodeje      |
| Rok  | Detaily o albu                                                              | US                     | US R&B                 | US Rap                 | AUS                    | CAN                    | FRA                    | UK                     | Prodeje      |
| ---- | --------------------------------------------------------------------------- | ---------------------- | ---------------------- | ---------------------- | ---------------------- | ---------------------- | ---------------------- | ---------------------- | ------------ |
| 2011 | Give the Drummer Some - Vydáno: 15. března 2011 - Vydavatelství: Interscope | 9                      | 2                      | 2                      | 68                     | 17                     | 178                    | 160                    | - US: 28,000 |

### Mixtapy
| Rok  | Název |
| ---- | --- |
| 2011 | Let the Drummer Get Wicked - Vydáno: 21. února 2011 - Vydavatelství: Interscope                                       |
| 2021 | Survivors Guilt: The Mixtape (s KennyHoopla) - Vydáno: 11. června 2021 - Vydavatelství: Mogul Vision, Artista Records |

## Extended play
| 2012                                                                                    | Psycho White (s Yelawolf) - Vydáno: 13. listopadu 2012 - Vydavatelství: LaSalle, Famous Stars and Straps, Killer Distribution | 50 | 7 | 3 | 23 | - US: 11,000 |
| 2016                                                                                    | Rawther (s Asher Roth a Nottz) - Vydáno: 4. února 2016 - Vydavatelství: Retrohash                                             | —  | — | — | —  |              |
| 2019                                                                                    | Live Fast Die Whenever (se Suicideboys) - Vydáno: 24. května 2019                                                             | —  | — | — | —  |              |
| 2019                                                                                    | Meet the Drummers (s 03 Greedo) - Vydáno: 5. července 2019 - Vydavatelství: Alamo Records                                     | —  | — | — | —  |              |
| 2019                                                                                    | Bloodlust (s Nothing, Nowhere) - Vydáno: 27. září 2019 - Vydavatelství: Fueled by Ramen                                       | —  | — | — | —  |              |
| 2021                                                                                    | My Favorite Nightmares (s Jack Kays) - Vydáno: 10. prosince 2021 - Vydavatelství: Hills Nation, Inc., Columbia                | —  | — | — | —  |              |
| "—" značí, že se nahrávka neumístila v hitparádách nebo v tomto území ani nebyla vydána | |    |   |   |    |              |

## Singly

### Jako hlavní umělec
| "Jump Down" (feat. the Cool Kids)                                                       | 2010 | — | —  | —  | —  | —  | —  | —  | —  |                                                                               | Give the Drummer Some    |
| "Can a Drummer Get Some?" (feat. Lil Wayne, Rick Ross, Swizz Beatz, a Game)             | 2011 | — | —  | —  | —  | —  | —  | —  | —  |                                                                               | Give the Drummer Some    |
| "Can a Drummer Get Some?" (Remix) (feat. Lil Wayne, Rick Ross, Swizz Beatz, a Game)     | 2011 | — | —  | —  | —  | —  | —  | —  | —  |                                                                               | Give the Drummer Some    |
| "Saturday Night" (feat. Transplants a Slash)                                            | 2011 | — | —  | —  | —  | —  | —  | —  | —  |                                                                               | Give the Drummer Some    |
| "Misfits" (feat. Steve Aoki)                                                            | 2011 | — | —  | —  | —  | —  | —  | —  | —  |                                                                               | Give the Drummer Some    |
| "Push 'Em" (Steve Aoki & Travis Barker Remix) (s Yelawolf feat. Steve Aoki)             | 2013 | — | 41 | —  | —  | —  | —  | —  | —  |                                                                               | Singly bez alb           |
| "Cuz I'm Famous" (feat. Paul Wall, Hopsin a Yelawolf)                                   | 2013 | — | —  | —  | —  | —  | —  | —  | —  |                                                                               | Singly bez alb           |
| "Spazz Out" (s Riff Raff)                                                               | 2015 | — | —  | —  | —  | —  | —  | —  | —  |                                                                               | Singly bez alb           |
| "100" (feat. Kid Ink, Ty Dolla Sign, Tyga a Iamsu!)                                     | 2015 | — | —  | —  | —  | —  | —  | —  | —  |                                                                               | Singly bez alb           |
| "Out of Control" (s Yelawolf)                                                           | 2016 | — | —  | —  | —  | —  | —  | —  | —  |                                                                               | Singly bez alb           |
| "I Think I'm Okay" (s Yungblud a Machine Gun Kelly)                                     | 2019 | 4 | —  | 3  | 59 | 77 | 56 | 14 | 90 | - RIAA: Platinum - BPI: Platinum - ARIA: Platinum - MC: Gold - RMNZ: Platinum | Hotel Diablo             |
| "3 Years Sober" (s 93Punx a Vic Mensa)                                                  | 2019 | — | —  | —  | —  | —  | —  | —  | —  |                                                                               | Singly bez alb           |
| "Gimme Brain" (s Lil Wayne a Rick Ross)                                                 | 2019 | — | —  | —  | —  | —  | —  | —  | —  |                                                                               | Singly bez alb           |
| "Misery Business" (s Machine Gun Kelly)                                                 | 2020 | — | —  | 33 | —  | —  | —  | —  | —  |                                                                               | Tickets to My Downfall   |
| "Dogshit" (s Jasiah a NASCAR Alloe)                                                     | 2020 | — | —  | —  | —  | —  | —  | —  | —  |                                                                               | bude oznámeno            |
| "Drums Drums Drums" (s Wiz Khalifa)                                                     | 2020 | — | —  | —  | —  | —  | —  | —  | —  |                                                                               | bude oznámeno            |
| "Forever" (feat. Run the Jewels)                                                        | 2020 | — | —  | —  | —  | —  | —  | —  | —  |                                                                               | bude oznámeno            |
| "A Girl Like You" (Travis Barker a Machine Gun Kelly)                                   | 2021 | — | —  | —  | —  | —  | —  | —  | —  |                                                                               | Paradise City Soundtrack |
| "Drop Dead" (s Kesha a Grandson)                                                        | 2021 | — | —  | —  | —  | —  | —  | —  | —  |                                                                               | Singl bez alb            |
| "Thought It Was" (s Iann Dior a Machine Gun Kelly)                                      | 2022 | — | —  | —  | 18 | —  | 76 | —  | 15 |                                                                               | On to Better Things      |
| "—" značí, že se nahrávka neumístila v hitparádách nebo v tomto území ani nebyla vydána |      |   |    |    |    |    |    |    |    |                                                                               |                          |

### Jako vedlejší umělec
| Název                                                                                   | Rok  | Umístění v hitparádách | Umístění v hitparádách | Umístění v hitparádách | Umístění v hitparádách | Umístění v hitparádách | Umístění v hitparádách | Umístění v hitparádách | Umístění v hitparádách | Umístění v hitparádách | Certifikace                                                     | Album                              |
| Název                                                                                   | Rok  | US                     | US Dance               | US R&B Bub.            | US Rock                | AUS                    | CAN                    | IRE                    | NZ Hot                 | UK                     | Certifikace                                                     | Album                              |
| --------------------------------------------------------------------------------------- | ---- | ---------------------- | ---------------------- | ---------------------- | ---------------------- | ---------------------- | ---------------------- | ---------------------- | ---------------------- | ---------------------- | --------------------------------------------------------------- | ---------------------------------- |
| "Crank That (Soulja Boy)" (Travis Barker Remix) (Soulja Boy s Travis Barker)            | 2007 | —                      | —                      | —                      | —                      | —                      | —                      | —                      | —                      | —                      |                                                                 | Singly bez alb                     |
| "Umbrella" (Travis Barker Remix) (Rihanna s Travis Barker)                              | 2007 | —                      | —                      | —                      | —                      | —                      | —                      | —                      | —                      | —                      |                                                                 | Singly bez alb                     |
| "Throw Some D's" (Travis Barker Remix) (Rich Boy s Travis Barker)                       | 2007 | —                      | —                      | —                      | —                      | —                      | —                      | —                      | —                      | —                      |                                                                 | Singly bez alb                     |
| "Dope Boys" (The Game s Travis Barker)                                                  | 2008 | —                      | —                      | 11                     | —                      | —                      | —                      | —                      | —                      | —                      |                                                                 | LAX                                |
| "3 a.m." (Travis Barker Remix) (Eminem s Travis Barker)                                 | 2009 | —                      | —                      | —                      | —                      | —                      | —                      | —                      | —                      | —                      |                                                                 | Singly bez alb                     |
| "Simply Unstoppable" (Yes Remix) (Tinie Tempah s Travis Barker)                         | 2011 | —                      | —                      | —                      | —                      | —                      | —                      | —                      | —                      | 33                     |                                                                 | Singly bez alb                     |
| "Legendary" (Royce da 5'9" feat. Travis Barker)                                         | 2011 | —                      | —                      | —                      | —                      | —                      | —                      | —                      | —                      | —                      |                                                                 | Success Is Certain                 |
| "Cudi the Kid" (Steve Aoki feat. Kid Cudi a Travis Barker)                              | 2012 | —                      | —                      | —                      | —                      | —                      | —                      | —                      | —                      | —                      |                                                                 | Wonderland                         |
| "Whaddup" (LL Cool J feat. Chuck D, Travis Barker, Tom Morello, a DJ Z-Trip)            | 2013 | —                      | —                      | 7                      | —                      | —                      | —                      | —                      | —                      | —                      |                                                                 | Authentic                          |
| "Never Quit" (Mod Sun feat. Travis Barker)                                              | 2014 | —                      | —                      | —                      | —                      | —                      | —                      | —                      | —                      |                        |                                                                 | Look Up                            |
| "Bad Man" (Pitbull feat. Robin Thicke, Joe Perry, a Travis Barker)                      | 2017 | —                      | —                      | —                      | —                      | —                      | —                      | —                      | —                      | —                      |                                                                 | Climate Change                     |
| "11 Minutes" (Yungblud a Halsey feat. Travis Barker)                                    | 2019 | —                      | —                      | —                      | 5                      | 23                     | 69                     | 41                     | 6                      | 59                     | - RIAA: Gold - ARIA: Gold - BPI: Silver - MC: Gold - RMNZ: Gold | Singl bez alb                      |
| "Punk Rock Saved my Life" (Cokie the Clown feat. Travis Barker)                         | 2019 | —                      | —                      | —                      | —                      | —                      | —                      | —                      | —                      | —                      |                                                                 | You're Welcome                     |
| "Long Live" (Lights feat. Travis Barker)                                                | 2019 | —                      | —                      | —                      | —                      | —                      | —                      | —                      | —                      | —                      |                                                                 | Singl bez alb                      |
| "You" (James Arthur feat. Travis Barker)                                                | 2019 | —                      | —                      | —                      | —                      | —                      | —                      | —                      | 30                     | —                      |                                                                 | You                                |
| "Insomnia" (Smokeasac feat. Travis Barker)                                              | 2020 | —                      | —                      | —                      | —                      | —                      | —                      | —                      | —                      | —                      |                                                                 | Singl bez alb                      |
| "Halfway Dead" (Steve Aoki feat. Global Dan a Travis Barker)                            | 2020 | —                      | 38                     | —                      | —                      | —                      | —                      | —                      | —                      | —                      |                                                                 | Neon Future IV                     |
| "Sick and Tired" (Iann Dior feat. Machine Gun Kelly a Travis Barker)                    | 2020 | —                      | —                      | —                      | 3                      | —                      | —                      | —                      | 9                      | —                      | - RIAA: Gold - MC: Gold - RMNZ: Gold                            | I'm Gone                           |
| "C'mon" (Amy Shark feat. Travis Barker)                                                 | 2020 | —                      | —                      | —                      | —                      | —                      | —                      | —                      | —                      | —                      |                                                                 | Cry Forever                        |
| "Estella" (KennyHoopla feat. Travis Barker)                                             | 2020 | —                      | —                      | —                      | 41                     | —                      | —                      | —                      | —                      | —                      |                                                                 | Survivors Guilt: the Mixtape       |
| "Choose Life" (Poorstacy feat. Travis Barker)                                           | 2020 | —                      | —                      | —                      | —                      | —                      | —                      | —                      | —                      | —                      |                                                                 | The Breakfast Club: Deluxe Edition |
| "Nothing Left" (Poorstacy feat. Travis Barker)                                          | 2020 | —                      | —                      | —                      | —                      | —                      | —                      | —                      | —                      | —                      |                                                                 | Singl bez alb                      |
| "All Of Me" (The Score feat. Travis Barker)                                             | 2020 | —                      | —                      | —                      | —                      | —                      | —                      | —                      | —                      | —                      |                                                                 | Carry On                           |
| "Acting Like That" (Yungblud feat. Machine Gun Kelly a Travis Barker)                   | 2020 | —                      | —                      | —                      | 16                     | —                      | —                      | —                      | 14                     | —                      |                                                                 | Weird!                             |
| "Hills Have Eyes" (Poorstacy feat. Travis Barker)                                       | 2021 | —                      | —                      | —                      | —                      | —                      | —                      | —                      | —                      | —                      |                                                                 | Singl bez alb                      |
| "Shut Up" (Tyler Posey feat. Travis Barker a Phem)                                      | 2021 | —                      | —                      | —                      | —                      | —                      | —                      | —                      | —                      | —                      |                                                                 | bude oznámeno                      |
| "Warrior" (Atreyu feat. Travis Barker)                                                  | 2021 | —                      | —                      | —                      | —                      | —                      | —                      | —                      | —                      | —                      |                                                                 | Baptize                            |
| "SOS" (Sueco feat. Travis Barker)[zdroj?]                                               | 2021 | —                      | —                      | —                      | —                      | —                      | —                      | —                      | —                      | —                      |                                                                 | It Was Fun While It Lasted         |
| "Transparent Soul" (Willow Smith feat. Travis Barker)                                   | 2021 | 76                     | —                      | —                      | 10                     | —                      | 54                     | 86                     | 27                     | 33                     | - RIAA: Platinum - BPI: Silver - RMNZ: Gold                     | Lately I Feel Everything           |
| "Hollywood Sucks" (KennyHoopla feat. Travis Barker)                                     | 2021 | —                      | —                      | —                      | —                      | —                      | —                      | —                      | —                      | —                      |                                                                 | Survivors Guilt: the Mixtape       |
| "Mario Kart" (Powfu feat. Travis Barker)                                                | 2021 | —                      | —                      | —                      | —                      | —                      | —                      | —                      | —                      | —                      |                                                                 | Drinking Under the Streetlights    |
| "Rage" (Dirty Heads feat. Travis Barker a Aimee Interrupter)                            | 2021 | —                      | —                      | —                      | —                      | —                      | —                      | —                      | —                      | —                      |                                                                 | California Island                  |
| "Don't Freak Out" (LilHuddy feat. Iann Dior, Travis Barker a Tyson Ritter)              | 2021 | —                      | —                      | —                      | —                      | —                      | —                      | —                      | 36                     | —                      |                                                                 | Teenage Heartbreak                 |
| "All Things $ Can Do" (Cheat Codes feat. Travis Barker & Tove Styrke)                   | 2021 | —                      | —                      | —                      | —                      | —                      | —                      | —                      | —                      | —                      |                                                                 | Hellraisers, Pt. 2                 |
| "Play Pretend" (Capsr feat. Travis Barker)                                              | 2021 | —                      | —                      | —                      | —                      | —                      | —                      | —                      | —                      | —                      |                                                                 | bude oznámeno                      |
| "Down" (Mod Sun feat. Travis Barker)                                                    | 2021 | —                      | —                      | —                      | —                      | —                      | —                      | —                      | —                      | —                      |                                                                 | bude oznámeno                      |
| "Right Now" (Jasiah feat. Travis Barker)                                                | 2021 | —                      | —                      | —                      | —                      | —                      | —                      | —                      | —                      | —                      |                                                                 | bude oznámeno                      |
| "Jingle Bells" (Kris Jenner feat. Travis Barker a Kourtney Kardashian)                  | 2021 | —                      | —                      | —                      | —                      | —                      | —                      | —                      | —                      | —                      |                                                                 | Singl bez alb                      |
| "In My Head" (24kGoldn feat. Travis Barker)                                             | 2022 | —                      | —                      | —                      | 43                     | —                      | —                      | —                      | 30                     | —                      |                                                                 | El Dorado (Deluxe)                 |
| "—" značí, že se nahrávka neumístila v hitparádách nebo v tomto území ani nebyla vydána |      |                        |                        |                        |                        |                        |                        |                        |                        |                        |                                                                 |                                    |

## Další umístěné písně
| Název                                                               | Rok  | Umístění v hitparádách | Umístění v hitparádách | Umístění v hitparádách | Umístění v hitparádách | Umístění v hitparádách | Umístění v hitparádách | Umístění v hitparádách | Album                 |
| Název                                                               | Rok  | US                     | US Latin               | US Rap                 | US Rock                | CAN                    | NZ Hot                 | SPA                    | Album                 |
| ------------------------------------------------------------------- | ---- | ---------------------- | ---------------------- | ---------------------- | ---------------------- | ---------------------- | ---------------------- | ---------------------- | --------------------- |
| "Let's Go" (feat. Yelawolf, Twista, Busta Rhymes, a Lil Jon)        | 2011 | —                      | —                      | —                      | —                      | —                      | Give the Drummer Some  |                        |                       |
| "Cool Head" (feat. Kid Cudi)                                        | 2011 | —                      | —                      | —                      | —                      | —                      | Give the Drummer Some  | —                      | —                     |
| "One Minute" (XXXTentacion feat. Kanye West a Travis Barker)        | 2018 | 62                     | —                      | 23                     | —                      | 69                     | —                      | —                      | Skins                 |
| "F9mily (You & Me)" (s Lil Nas X)                                   | 2019 | —                      | —                      | —                      | 6                      | —                      | 34                     | —                      | 7                     |
| "Darkside" (Iann Dior feat. Travis Barker)                          | 2019 | —                      | —                      | —                      | —                      | —                      | 36                     | —                      | Industry Plant        |
| "No Llores Mujer" (s Anuel AA)                                      | 2020 | —                      | 50                     | —                      | —                      | —                      | —                      | 88                     | Emmanuel              |
| "Pill Breaker" (s Trippie Redd feat. Machine Gun Kelly a Blackbear) | 2021 | —                      | —                      | —                      | 13                     | —                      | 24                     | —                      | Neon Shark vs Pegasus |
| "Without You" (s Trippie Redd)                                      | 2021 | —                      | —                      | —                      | 29                     | —                      | —                      | —                      | Neon Shark vs Pegasus |
| "Geronimo" (s Trippie Redd feat. Chino Moreno)                      | 2021 | —                      | —                      | —                      | 39                     | —                      | —                      | —                      | Neon Shark vs Pegasus |
| "Red Sky" (s Trippie Redd feat. Machine Gun Kelly)                  | 2021 | —                      | —                      | —                      | 32                     | —                      | —                      | —                      | Neon Shark vs Pegasus |
| "Dead Desert" (with Trippie Redd feat. Scarlxrd a ZillaKami)        | 2021 | —                      | —                      | —                      | —                      | —                      | —                      | —                      | Neon Shark vs Pegasus |
| "Break My Heart Myself" (Bebe Rexha feat. Travis Barker)            | 2021 | —                      | —                      | —                      | —                      | —                      | 27                     | —                      | Better Mistakes       |

## Spoluumělec
| Název                                                                      | Rok  | Další umělec                                  | Album                                  |
| -------------------------------------------------------------------------- | ---- | --------------------------------------------- | -------------------------------------- |
| "Goodbye"                                                                  | 1999 | The Centerfolds                               | The Centerfolds                        |
| "Provider"                                                                 | 2001 | N.E.R.D                                       | In Search of...                        |
| "Rock My Shit"                                                             | 2003 | The Black Eyed Peas                           | Elephunk                               |
| "Unwind"                                                                   | 2003 | Pink                                          | Try This                               |
| "Late Night Creepin"                                                       | 2005 | Bun B                                         | Trill                                  |
| "My Heart Is a Fist"                                                       | 2006 | Papa Roach                                    | The Paramour Sessions                  |
| "You Know Who"                                                             | 2006 | T.I.                                          | King                                   |
| "I Don't Have to Try" "Alone" "Runaway" "I Can Do Better"                  | 2007 | Avril Lavigne                                 | The Best Damn Thing                    |
| "The Way It Is"                                                            | 2007 | Blestenation                                  | N/A                                    |
| "Livin' By the Gun" "Jersey White Trash"                                   | 2007 | Danny Diablo                                  | Thugcore 4 Life                        |
| "Black Rosez"                                                              | 2007 | The Federation                                | It's Whateva                           |
| "Elephant"                                                                 | 2007 | Idiot Pilot                                   | Wolves                                 |
| "Slidin' on That Oil" (jako Expensive Taste)                               | 2007 | Paul Wall                                     | Get Money, Stay True                   |
| "Stairway to Heaven"                                                       | 2009 | Mary J. Blige                                 | Stronger with Each Tear                |
| "Let's Get High"                                                           | 2009 | Warren G                                      | The G Files                            |
| "Rock N Roll Memorabilia"                                                  | 2009 | Eddie Rap Life                                | Piece of Mind                          |
| "Invisible Ingredients"                                                    | 2009 | Eddie Rap Life                                |                                        |
| "Oh Lord"                                                                  | 2009 | Eddie Rap Life                                |                                        |
| "Waitin' for the Moment"                                                   | 2009 | Eddie Rap Life                                |                                        |
| "One Way Trip"                                                             | 2010 | Lil Wayne                                     | Rebirth                                |
| "I Am Not a Human Being"                                                   | 2010 | Lil Wayne                                     | I Am Not a Human Being                 |
| "Don't Pretend"                                                            | 2010 | Travie McCoy, Colin Munroe                    | Lazarus                                |
| "Fast Life"                                                                | 2010 | Mickey Avalon                                 | Electric Gigolo                        |
| "Gone in September"                                                        | 2010 | Mike Posner                                   | 31 Minutes to Takeoff                  |
| "Intro"                                                                    | 2010 | Nottz                                         | You Need This Music                    |
| "Take Notes" "Im'ma Get It" "Live It" "Not My Friend" "Heart of a Hustler" | 2010 | Paul Wall                                     | Heart of a Champion                    |
| "Celebrate Life"                                                           | 2010 | Skillz                                        | The World Needs More Skillz            |
| "Hard Liquor"                                                              | 2010 | Tech N9ne                                     | Bad Season                             |
| "Blind"                                                                    | 2010 | Trey Songz                                    | Passion, Pain & Pleasure               |
| "Don't Keep Me Waiting"                                                    | 2011 | Britney Spears                                | Femme Fatale                           |
| "Sour Apples"                                                              | 2011 | The Cool Kids                                 | When Fish Ride Bicycles                |
| "Warrior Concerto"                                                         | 2011 | The Glitch Mob                                | We Can Make the World Stop             |
| "Eye of the Tiger"                                                         | 2011 | Lax Boyz                                      | Boarding Pass                          |
| "Introdiction"                                                             | 2011 | Scroobius Pip                                 | Distraction Pieces                     |
| "Rock 'n' Roll"                                                            | 2011 | Swizz Beatz (feat. Lil Wayne a Lenny Kravitz) | Haute Living                           |
| "Check Out My Swag"                                                        | 2011 | Young Dro                                     | Equestrian Dro                         |
| "Slumerican Shitizen"                                                      | 2011 | Yelawolf                                      | Radioactive                            |
| "Talk to Me"                                                               | 2011 | Young Jeezy                                   | Thug Motivation 103: Hustlerz Ambition |
| "Black Girls" "Female Version"                                             | 2012 | Chester French                                | Music 4 Tngrs                          |
| "Regarding Elizabeth (Save Me)"                                            | 2012 | Chino XL                                      | Ricanstruction: The Black Rosary       |
| "Lez Go"                                                                   | 2012 | Cypress Hill a Rusko                          | Cypress X Rusko                        |
| "Sixteen"                                                                  | 2012 | Jerome Flood II (feat. Jovan Dawkins)         |                                        |
| "Napalm"                                                                   | 2012 | Xzibit                                        | Napalm                                 |
| "Whaddup" "Bartender Please" "We're the Greatest"                          | 2013 | LL Cool J                                     | Authentic                              |
| "Dancing with the Devil"                                                   | 2013 | Krewella (s Patrick Stump)                    | Get Wet                                |
| "Back from the Dead"                                                       | 2013 | Skylar Grey (feat. Big Sean)                  | Don't Look Down                        |
| "Live Forever"                                                             | 2014 | Juicy J, Liz                                  | 22 Jump Street                         |
| "All Due Respect"                                                          | 2014 | Run the Jewels                                | Run the Jewels 2                       |
| "Don't Make Me"                                                            | 2015 | Bad Lucc                                      | Off the Porch                          |
| "Never Quit"                                                               | 2015 | Mod Sun                                       | Look Up                                |
| "Il messia" "Bentley vs Cadillac"                                          | 2016 | Salmo                                         | Hellvisback                            |
| "Break Your Legs"                                                          | 2017 | The Cool Kids, HXLT                           | Special Edition Grand Master Deluxe    |
| "Punk"                                                                     | 2017 | Yelawolf (feat. Juicy J)                      | Trial by Fire                          |
| "Pain = Bestfriend"                                                        | 2018 | XXXTentacion                                  | ?                                      |
| "Crushin"                                                                  | 2018 | Paris                                         | One Night in Paris                     |
| "D(r)ead"                                                                  | 2018 | Ghostemane                                    |                                        |
| "DUALITY"                                                                  | 2018 | PUNXSTEP                                      | DUALITY - Single                       |
| "Sick in the Head"                                                         | 2018 | Lil Gnar                                      | Gnar Lif3                              |
| "One Minute"                                                               | 2018 | XXXTentacion, Kanye West                      | Skins                                  |
| "F9mily (You & Me)"                                                        | 2019 | Lil Nas X                                     | 7                                      |
| "Spraypaint"                                                               | 2019 | Jumex                                         | Lover                                  |
| "Heart Break"                                                              | 2019 | Jasiah                                        | I Am                                   |
| "No Llores Mujer"                                                          | 2020 | Anuel AA                                      | Emmanuel                               |
| "Where Were You"                                                           | 2020 | Girlfriends                                   | Girlfriends                            |
| "Wrong Generation"                                                         | 2020 | Fever 333                                     | Wrong Generation                       |
| "Not My Problem"                                                           | 2021 | Escape the Fate                               | Chemical Warfare                       |
| "No Getting Over This"                                                     | 2021 | Lil Lotus                                     | Errør Bøy                              |
| "Don't Fuck This Up"                                                       | 2021 | Lil Lotus                                     | Errør Bøy                              |
| "Gaslight"                                                                 | 2021 | Willow                                        | Lately I Feel Everything               |
| "Grow" (feat. Avril Lavigne)                                               | 2021 | Willow                                        | Lately I Feel Everything               |
| "Imu"                                                                      | 2021 | Blackbear                                     | Misery Lake                            |
| "Tongue in Cheek"                                                          | 2021 | Underscores                                   | Boneyard AKA Fearmonger                |
| "Dating My Dad"                                                            | 2022 | K.Flay                                        | Inside Voices / Outside Voices         |
| "Obvious"                                                                  | 2022 | Iann Dior                                     | On to Better Things                    |
| "Hopeless Romantic"                                                        | 2022 | Iann Dior                                     | On to Better Things                    |

## Videa

### Videoklipy
| Název                                                                              | Rok  | Režisér                       |
| ---------------------------------------------------------------------------------- | ---- | ----------------------------- |
| "Jump Down" (feat. the Cool Kids)                                                  | 2010 | Nicole Ehrlich Chris Young    |
| "Carry It" (feat. RZA, Raekwon, a Tom Morello)                                     | 2010 | Petro Papahadjopoulos         |
| "Can a Drummer Get Some (Remix)" (feat. Lil Wayne, Rick Ross, Swizz Beatz, a Game) | 2011 | Syndrome                      |
| "Misfits" (feat. Steve Aoki)                                                       | 2011 | AG Rojas                      |
| "Saturday Night" (feat. Transplants a Slash)                                       | 2011 | Estevan Oriol                 |
| "Let's Go" (feat. Yelawolf, Twista, Busta Rhymes, a Lil Jon)                       | 2011 | Christopher Sims              |
| "Just Chill" (feat. Beanie Sigel, Bun B, a Kobe)                                   | 2011 | Monseé                        |
| "Push 'Em" (s Yelawolf)                                                            | 2012 | Jason Goldwatch Travis Barker |
| "Whistle Dixie" (s Yelawolf)                                                       | 2012 | Monseé                        |
| "6 Feet Underground" (s Yelawolf)                                                  | 2012 | Tim Armstrong                 |
| "Funky Shit" (s Yelawolf)                                                          | 2013 | Devin Flynn                   |

### Umělec
| Rok  | Píseň                           | Umělec                                                      |
| ---- | ------------------------------- | ----------------------------------------------------------- |
| 1998 | "Super Rad!"                    | The Aquabats                                                |
| 1999 | "What's My Age Again?"          | Blink-182                                                   |
| 1999 | "All the Small Things"          | Blink-182                                                   |
| 1999 | "Zip-Lock"                      | Lit                                                         |
| 2000 | "Adam's Song"                   | Blink-182                                                   |
| 2000 | "Man Overboard"                 | Blink-182                                                   |
| 2001 | "The Rock Show"                 | Blink-182                                                   |
| 2001 | "First Date"                    | Blink-182                                                   |
| 2001 | "Stay Together for the Kids"    | Blink-182                                                   |
| 2001 | "Bad Boy 4 Life"                | P. Diddy                                                    |
| 2002 | "I Feel So"                     | Box Car Racer                                               |
| 2002 | "There Is"                      | Box Car Racer                                               |
| 2002 | "Provider"                      | N.E.R.D.                                                    |
| 2002 | "My Friends Over You"           | New Found Glory                                             |
| 2002 | "Diamonds and Guns"             | Transplants                                                 |
| 2003 | "Back in the Mud"               | Bubba Sparxxx                                               |
| 2003 | "D.J. D.J."                     | Transplants                                                 |
| 2003 | "Violence"                      | Blink-182                                                   |
| 2003 | "Feeling This"                  | Blink-182                                                   |
| 2003 | "Obvious"                       | Blink-182                                                   |
| 2003 | "The Fallen Interlude"          | Blink-182                                                   |
| 2003 | "Stockholm Syndrome"            | Blink-182                                                   |
| 2003 | "Shut Up"                       | The Black Eyed Peas                                         |
| 2004 | "I Miss You"                    | Blink-182                                                   |
| 2004 | "Down"                          | Blink-182                                                   |
| 2004 | "Always"                        | Blink-182                                                   |
| 2004 | "What's Your Number"            | Cypress Hill                                                |
| 2004 | "Hey Now (Mean Muggin')"        | Xzibit feat. Keri Hilson                                    |
| 2005 | "What I Can't Describe"         | Transplants                                                 |
| 2005 | "Not Now"                       | Blink-182                                                   |
| 2005 | "Gangsters & Thugs"             | Transplants                                                 |
| 2005 | "Another Girl, Another Planet"  | Blink-182                                                   |
| 2006 | "What You Know"                 | T.I.                                                        |
| 2006 | "When Your Heart Stops Beating" | +44                                                         |
| 2006 | "Chapter 13"                    | +44                                                         |
| 2006 | "God's Gonna Cut You Down"      | Johnny Cash                                                 |
| 2006 | "Ridin' Rims"                   | Dem Franchize Boyz                                          |
| 2006 | "Side 2 Side"                   | Three 6 Mafia                                               |
| 2006 | "Morris Brown"                  | Outkast                                                     |
| 2006 | "It's OK (One Blood)"           | The Game                                                    |
| 2006 | "Let's Ride"                    | The Game                                                    |
| 2006 | "Too Much"                      | The Game                                                    |
| 2006 | "Compton"                       | The Game                                                    |
| 2006 | "Baby Come On"                  | +44                                                         |
| 2006 | "When Your Heart Stops Beating" | +44                                                         |
| 2006 | "Cliff Diving"                  | +44                                                         |
| 2006 | "Lycanthrope"                   | +44                                                         |
| 2007 | "Doe Boy Fresh"                 | Three Six Mafia feat. Chamillionaire                        |
| 2007 | "Umbrella"                      | Rihanna                                                     |
| 2007 | "Can U Werk With Dat"           | QUIK & AMG (the Fixxers)                                    |
| 2007 | "I'm Throwed"                   | Paul Wall                                                   |
| 2007 | "Crank That (Soulja Boy)"       | Soulja Boy Tell 'Em                                         |
| 2007 | "155"                           | +44                                                         |
| 2008 | "Dope Boys"                     | The Game                                                    |
| 2008 | "Low"                           | Flo Rida feat. T-Pain                                       |
| 2008 | "Fix Your Face"                 | TRV$DJAM                                                    |
| 2009 | "Day 'n' Nite"                  | Kid Cudi                                                    |
| 2009 | "Rockstar 101"                  | Rihanna feat. Slash                                         |
| 2010 | "Jump Down"                     | sám sebe feat. the Cool Kids                                |
| 2010 | "Carry It"                      | sám sebe feat. Tom Morello, RZA a Raekwon                   |
| 2011 | "Can a Drummer Get Some?"       | sám sebe feat. the Game, Lil Wayne, Rick Ross a Swizz Beatz |
| 2011 | "El Caballero de la Salsa"      | sám sebe feat. Gilberto Santa Rosa                          |
| 2011 | "Saturday Night"                | sám sebe feat. Transplants                                  |
| 2011 | "Misfits"                       | sám sebe feat. Steve Aoki                                   |
| 2011 | "Rock 'N' Roll"                 | Swizz Beatz feat. Lil Wayne, Travis Barker a Lenny Kravitz  |
| 2011 | "Let's Go"                      | sám sebe feat. Yelawolf, Twista, Busta Rhymes a Lil Jon     |
| 2011 | "Up All Night"                  | Blink-182                                                   |
| 2011 | "Heart's All Gone"              | Blink-182                                                   |
| 2011 | "Just Chill"                    | sám sebe feat. Beanie Sigel, Bun B a Kobe                   |
| 2011 | "Wishing Well"                  | Blink-182                                                   |
| 2011 | "After Midnight"                | Blink-182                                                   |
| 2012 | "Cudi the Kid"                  | sám sebe feat. Steve Aoki a Kid Cudi                        |
| 2013 | "Whistle Dixie"                 | sám sebe feat. Yelawolf                                     |
| 2014 | "Really Don't Care"             | Demi Lovato feat. Cher Lloyd                                |
| 2021 | "Silent"                        | The Veronicas                                               |

## Produkční diskografie

### Alba
| Název                  | Detaily |
| ---------------------- | --- |
| Strength in Numb333rs  | - Umělec: Fever 333 - Vydáno: 18. ledna 2019 - Vydavatelství: Roadrunner Records, 333 Wreckords Crew                             |
| Tickets to My Downfall | - Umělec: Machine Gun Kelly - Vydáno: 25. září 2020 - Vydavatelství: Bad Boy, Interscope - Certifikace: - MC: Gold - BPI: Silver |
| Neon Shark vs Pegasus  | - Umělec: Trippie Redd - Vydáno: 19. února 2021 - Vydavatelství: TenThousand Projects                                            |
| Tell Me About Tomorrow | - Umělec: Jxdn - Vydáno: 2. července 2021 - Vydavatelství: DTA Records                                                           |
| Teenage Heartbreak     | - Umělec: LilHuddy - Vydáno: 17. září 2021 - Vydavatelství: Interscope Records                                                   |
| Love Sux               | - Umělec: Avril Lavigne - Vydáno: 25. února 2022 - Vydavatelství: DTA, Elektra Records                                           |
| Skin                   | - Umělec: Ho99o9 - Vydáno: 11. března 2022 - Vydavatelství: DTA, Elektra Records                                                 |

### Extended play
| Název            | Detaily                                                                                               |
| ---------------- | --- |
| Made an America  | - Umělec: Fever 333 - Vydáno: 23. března 2018 - Vydavatelství: Roadrunner Records, 333 Wreckords Crew |
| 93PUNX           | - Umělec: 93PUNX - Vydáno: August 23, 2019 - Vydavatelstv: Roc Nation                                 |
| Wrong Generation | - Umělec: Fever 333 - Vydáno: 23. října 2020 - Vydavatelství: Roadrunner Records, 333 Wreckords Crew  |

### Singly
| Název                                                             | Umělec            | Rok  | Certifikace                                      | Album                  |
| ----------------------------------------------------------------- | ----------------- | ---- | ------------------------------------------------ | ---------------------- |
| "Bloody Valentine"                                                | Machine Gun Kelly | 2020 | - MC: Platinum                                   | Tickets to My Downfall |
| "Angels & Demons"                                                 | Jxdn              | 2020 | - MC: Gold                                       | Tell Me About Tomorrow |
| "Dreamer"                                                         | Trippie Redd      | 2020 |                                                  | Neon Shark vs Pegasus  |
| "So What!"                                                        | Jxdn              | 2020 |                                                  | Tell Me About Tomorrow |
| "Concert for Aliens"                                              | Machine Gun Kelly | 2020 |                                                  | Tickets to My Downfall |
| "My Ex's Best Friend" (feat. Blackbear)                           | Machine Gun Kelly | 2020 | - ARIA: Platinum - BPI: Silver - MC: 2× Platinum | Tickets to My Downfall |
| "Pray"                                                            | Jxdn              | 2020 |                                                  | Singl bez alb          |
| "Tonight" (feat. Iann Dior)                                       | Jxdn              | 2020 |                                                  | Tell Me About Tomorrow |
| "Better Off Dead"                                                 | Jxdn              | 2020 |                                                  | Tell Me About Tomorrow |
| "Drivers License"                                                 | Jxdn              | 2021 |                                                  | Singl bez alb          |
| "21st Century Vampire"                                            | LilHuddy          | 2021 |                                                  | Teenage Heartbreak     |
| "The Eulogy of You and Me"                                        | LilHuddy          | 2021 |                                                  | Teenage Heartbreak     |
| "La Di Die" (feat. Jxdn)                                          | Nessa Barrett     | 2021 |                                                  | Singly bez alb         |
| "Love Race" (feat. Kellin Quinn)                                  | Machine Gun Kelly | 2021 |                                                  | Singly bez alb         |
| "Think About Me"                                                  | Jxdn              | 2021 |                                                  | Tell Me About Tomorrow |
| "Wanna Be" (feat. Machine Gun Kelly)                              | Jxdn              | 2021 |                                                  | Tell Me About Tomorrow |
| "Don't Freak Out" (feat. Iann Dior, Travis Barker a Tyson Ritter) | LilHuddy          | 2021 |                                                  | Teenage Heartbreak     |
| "Bite Me"                                                         | Avril Lavigne     | 2021 |                                                  | Love Sux               |
| "Battery Not Included"                                            | Ho99o9            | 2022 |                                                  | bude oznámeno          |